# Colpochila iricolor
Colpochila iricolor är en skalbaggsart som beskrevs av Britton 1986. Colpochila iricolor ingår i släktet Colpochila och familjen Melolonthidae. Inga underarter finns listade i Catalogue of Life.